# Louviers
Louviers là một xã thuộc tỉnh Eure trong vùng Normandie miền bắc nước Pháp.

## Huy hiệu
| Arms of Louviers | The arms of Louviers are blazoned: Azure, the capital letter L argent enfiled of a ducal coronet Or impaled with Azure, a lion Or within a bordure gules semy of plates (argent). |